# Seftigen
Seftigen är en ort och kommun i distriktet Thun i kantonen Bern, Schweiz. Kommunen har 2 177 invånare (2023).